# Kalpa (budizem)
Kalpa je pri budistih svetovno obdobje, ki ga imajo kot osnovo za računanje časa. Ena kalpa obsega štiri obdobja: nastanek sveta, obstajanje sveta, zaton sveta in kaos. Vsa ta štiri obdobja sestavljajo veliko kalpo imenovano mahakalpa.